# ヤン・クリメント
ヤン・クリメント（Jan Kliment, 1993年9月1日 - ）は、チェコ・イフラヴァ出身のサッカー選手。SKシグマ・オロモウツ所属。ポジションはFW、MF。元チェコ代表。

## 経歴
2015年6月に開催されたUEFA U-21欧州選手権2015のセルビア戦でハットトリックを達成し、大会得点王に輝いた。同年6月29日、FCヴィソチナ・イフラヴァからVfBシュトゥットガルトに移籍した。
2016年8月、2016-17シーズン終了までブレンビーIFに期限付き移籍することが発表された。
2017年9月1日、2018 FIFAワールドカップ・予選のドイツ代表戦にてチェコ代表デビューを果たした。
2022年6月10日、FCヴィクトリア・プルゼニにフリーで加入した。
2024年5月31日、SKシグマ・オロモウツに2年契約で移籍した。

## タイトル

### 個人
- UEFA U-21欧州選手権：得点王：1回
  - 2015

### クラブ
- ブレンビーIF
  - デンマーク・カップ：2017-18